# Клайнцелль-им-Мюлькрайс
Клайнцелль-им-Мюлькрайс (нем. Kleinzell im Mühlkreis) — коммуна (нем. Gemeinde) в Австрии, в федеральной земле Верхняя Австрия. 
Входит в состав округа Рорбах.  Население составляет 1424 человека (на 31 декабря 2005 года). Занимает площадь 16 км². Официальный код  —  41316.

## Политическая ситуация
Бургомистр коммуны — Франц Хофер (АНП) по результатам выборов 2003 года.
Совет представителей коммуны (нем. Gemeinderat) состоит из 19 мест.
- АНП занимает 10 мест.
- СДПА занимает 8 мест.
- АПС занимает 1 место.